# Villanueva (Misamis Oriental)
Villanueva is een gemeente in de Filipijnse provincie Misamis Oriental op het eiland Mindanao. Bij de laatste census in 2007 had de gemeente ruim 29 duizend inwoners.

## Geografie

### Bestuurlijke indeling
Villanueva is onderverdeeld in de volgende 11 barangays:
| - Balacanas - Dayawan - Imelda - Katipunan - Kimaya - Looc | - Poblacion 1 - Poblacion 2 - Poblacion 3 - San Martin - Tambobong |

## Demografie
Villanueva had bij de census van 2007 een inwoneraantal van 29.315 mensen. Dit zijn 4.356 mensen (17,5%) meer dan bij de vorige census van 2000. De gemiddelde jaarlijkse groei komt daarmee uit op 2,24%, hetgeen hoger is dan het landelijk jaarlijks gemiddelde over deze periode (2,04%). Vergeleken met de census van 1995 is het aantal mensen met 8.005 (37,6%) toegenomen.

De bevolkingsdichtheid van Villanueva was ten tijde van de laatste census, met 29.315 inwoners op 48,8 km², 600,7 mensen per km².